# Виганд, Огюст
Огюст Виганд (фр. Auguste Wiegand; 14 января 1849 года, Льеж — 27 мая 1904, Осуиго, США) — бельгийский органист и композитор.

## Биография
Огюст Виганд родился 14 января 1849 года в Льеже. Сперва учился в родном городе, затем окончил Брюссельскую консерваторию, ученик Альфонса Майи. Работал органистом в брюссельской церкви кармелиток, затем в Антверпене, в 1886—1889 гг. в церкви Святых Петра и Павла в Остенде. Гастролировал в Нидерландах, Великобритании, США, выступил с концертом в рамках Всемирной выставки 1878 года в Париже. В 1891—1900 гг. — первый штатный органист большого органа в мэрии Сиднея (Австралия), был выбран из 105 претендентов на эту должность. На этом посту прославился экстравагантными программами, в которых стандартный органный репертуар чередовался с переложенными для органа оперными попурри, популярными песнями и т. п., — что, по-видимому, вполне объяснялось уровнем музыкальной культуры в тогдашней Австралии, где во время инаугурационного концерта этого самого органа в 1890 г. (играл один из ведущих органистов Англии Уильям Томас Бест) публика разговаривала в голос и свистом выражала своё отношение к музыке. В общей сложности дал в Австралии около 1700 концертов. Прощальный концерт Виганда 7 июля 1900 г. целиком был составлен из популярных мелодий, призванных иллюстрировать маршрут и возможные перипетии предстоящего ему морского путешествия в Европу. Некоторое время жил и работал в Лондоне, затем отправился в США и в 1902 г. занял место органиста в соборе Святого Павла в Осуиго. Выступал также в других городах США — в частности, в январе 1904 года дал инаугурационный концерт по случаю открытия нового органа в церкви Святого Иоанна в Скенектади.
Композиторское наследие Виганда включает преимущественно лёгкие пьесы для органа, иногда в ансамбле (например, «Арфа Святой Цецилии» для арфы и органа, 1904), а также многочисленные органные переложения сочинений Феликса Мендельсона, Жоржа Бизе, Джузеппе Верди и др. Виганду посвящён Триумфальный марш из Двенадцати новых пьес для органа Теодора Дюбуа (1893).